# Pakhli
Pakhli és un antic sarkar de la suba mogol del Panjab, després al districte d'Hazara a la Província de la Frontera del Nord-oest. Correspon a l'antiga Urasa o Apaa o Ovapaa de Ptolemeu, que situa la regió entre l'Hidaspes (Jhelum) i l'Indus. En temps d'Alexandre el Gran el seu rei es deia Arsakes; quan el territori fou visitat pel pelegrí Hiuen Tsiang va trobar que era tributari de Caixmir (segle VII) però a la crònica de Caixmir anomenada Rajatarangini apareix com regne separat i no tributari; en el regne hi havia Agror, antiga Atyugrapura. En temps de Baber la regió estava governada per les tribus khakha i bambha, els caps de la qual havien estat antics governants del territori a l'est de l'Indus, però havien estat expulsats pels sultans gibaris de Bajaur i Swat i el territori va agafar el nom de Pakhli un dels conqueridors. Al Ain-i-Akbari la regió és descrita com a limitada a l'est per Caixmir, al sud pel país dels gakhars, a l'oest per Attock i al nord per Kator (Chitral). Sota els emirs durranis afganesos, Saadat Khan fou escollit com a governant de Pakhli, llavors dependència de Caixmir; va fundar el fort de Garhi Saadat Khan, que fou el quarter general de la rebel·lió d'Azad Khan contra Timur Shah. Al començament del segle XIX Pakhli comprenia tres districtes: Mansehra al sud i sud-est; Shinkiari (subdividit en Kandhi i Maidan) al nord-est, i Bhir-Kand al centre. Les valls de Kagan, Bhogarmang i Agror en formaven també part.